# Confluens olingoides
Confluens olingoides är en nattsländeart som först beskrevs av Tillyard 1924.  Confluens olingoides ingår i släktet Confluens och familjen Conoesucidae. Inga underarter finns listade i Catalogue of Life.